# Ludomíra
Ludomíra je ženské křestní jméno slovanského původu, též znamenající „(jež) lidu přináší mír“. Mužskou obdobou je Ludomír. Podle českého kalendáře má jmeniny 1. srpna.

## Domácké podoby
Luďka, Ludomírka, Mirka

## Další varianty
- slovensky: Ľudomíra
- polsky: Ludomira